# 34.º Troféu HQ Mix
O 34º Troféu HQ Mix (também grafado como Troféu HQMIX) foi um evento organizado pela Associação dos Cartunistas do Brasil (ACB) e pelo Instituto do Memorial das Artes Gráficas do Brasil (IMAG) com o propósito de premiar as melhores publicações brasileiras de quadrinhos de 2021 em diferentes categorias.

## História
As inscrições para o 34º Troféu HQ Mix foram abertas de 9 de janeiro a 1º de março de 2022. Artistas, editores e autores puderam inscrever publicações em quadrinhos, eventos, trabalhos acadêmicos e demais produções relativas às HQs que tenham sido lançadas durante 2021 no Brasil (no caso dos trabalhos acadêmicos, vale a data da defesa). A inscrição de obras e autores foi realizada através do site oficial do prêmio através do pagamento de uma taxa de R$ 12 por categoria inscrita.
Em agosto, foi divulgado o design do troféu, que homenageia um autor diferente a cada ano. Desta vez, em homenagem aos 100 anos da Semana de Arte Moderna, a estatueta representou a personagem Kabelluda, criada pela artista Pagu para a tira cômica Malakabeça, Fanika e Kabelluda (a primeira criada por uma mulher no Brasil) do semanário político O Homem do Povo, periódico publicado por ela e Oswald de Andrade entre março e abril de 1931. A escultura, feita pelo artista plástico Wilson Iguti, retrata uma cena em que Kabelluda faz o gesto de "banana" para o príncipe da Inglaterra que visitava o Brasil, por ainda haver fome em seu país.
A lista de indicados ao Troféu HQ Mix foi divulgada em 23 de setembro após análise de um júri técnico formado por jornalistas e críticos de quadrinhos presidido por Daniela Baptista. O volume de produção de 2021 fez com que se ultrapassasse os quatro meses tradicionais de análise dos inscritos, especialmente nas categorias relacionadas à produção independente. Com exceção das categorias acadêmicas (definidas por um júri especializado) e as de responsabilidade da comissão organizadora, a votação foi aberta a cerca de 2.000 profissionais da área dos quadrinhos registrados como votantes.
Os vencedores foram anunciados no final de novembro (incluindo os das categorias acadêmicas, premiadas por júri especializado, e as eleitas pela comissão organizadora). A cerimônica de premiação foi realizada de forma virtual no canal do YouTube do Sesc CPF – Centro de Pesquisa e Formação, no dia 10 de dezembro, às 19h.

## Vencedores e indicados
| Categoria                              | Vencedores | Indicados |
| -------------------------------------- | --- | --- |
| Adaptação para os quadrinhos           | Popeye: Um Homem ao Mar Antoine Ozanam e Lelis / Skript | - Anne de Green Gables em Quadrinhos (Larissa Palmieri, Mario Cau e Fabi Marques / Principis) - Filho de Ladrão (Christian Morales e Luis Martínez / Veneta) - Frankenstein e Outras Histórias de Horror (Junji Ito / Pipoca & Nanquim) - O Corcunda de Notre Dame em Quadrinhos (Lillo Parra, Samuel Bono e Marcelo Pitel / Principis) - O Esqueleto: Chronica Phantastica de Olinda (Roberta Cirne / independente) - O Maravilhoso Mágico de Oz (Eric Shanower e Skottie Young / Panini Comics) - O Médico e o Monstro em Quadrinhos (Daniel Esteves, Wanderson de Souza e Dan Freitas / Principis) - Silentium (Mhorgana Alessandra e Marília Aguiar / independente) - Yellow Cab (Chabouté / Pipoca & Nanquim) |
| Arte-finalista nacional                | Alcimar Frazão Lovistori | - Daniel HDR (De Onde Viemos?) - Débora Santos (Luzia) - Juliana Moon (Sangue Quente) - Lino Arruda (Montrans) - Marcello Quintanilha (Escuta, Formosa Márcia) - Mario Cau (Anne de Green Gables em Quadrinhos) - Mário César (Bendita Cura nº 3) - Max Andrade (Elemento Incomum) - Orlandeli (O Mundo de Yang: Dois Cortes) - Roberta Cirne (O Esqueleto: Chronica Phantastica de Olinda) - Wanderson de Souza (O Médico e o Monstro em Quadrinhos) |
| Colorista nacional                     | Lelis Popeye: Um Homem ao Mar | - Dan Freitas (Arquivos Secretos do Monstruário: Saruê) - Débora Santos (Noite de Spoiler) - Digo Freitas (Tinta Fresca: Arte-final) - Fabi Marques (Anne de Green Gables em Quadrinhos) - Fabiana Signorini (Z: A Marca da Liberdade) - Marcello Quintanilha (Escuta, Formosa Márcia) - Marcelo Costa (Piteco: Presas) - Marco Lesko (Alice Através do Muro Volume Um nº 1) - Mariane Gusmão (Gioconda) - Renata Nolasco (Sangue Quente) - Wesley Samp (De Onde Viemos?) |
| Desenhista nacional                    | Lelis Popeye: Um Homem ao Mar | - Germana Viana (Z: A Marca da Liberdade) - Gidalti Jr. (Brega Story) - Gustavo Borges (Como Fazer Amigos e Enfrentar Alienígenas) - Laerte Coutinho (Manual do Minotauro) - Luke Ross (Alice Através do Muro Volume Um nº 1) - Marcello Quintanilha (Escuta, Formosa Márcia) - Mario Cau (Anne de Green Gables em Quadrinhos) - Mário César (Bendita Cura nº 3) - Orlandeli (Chico Bento: Verdade) - Roberta Cirne (O Esqueleto: Chronica Phantastica de Olinda) - Wanderson de Souza (O Médico e o Monstro em Quadrinhos) |
| Dissertação de Mestrado                | Cidades Fictícias: O Elo Entre as Histórias em Quadrinhos e a Arquitetura Geovane Umbelino Marques / UFG                                                        | Eleito pelo júri especializado |
| Edição especial estrangeira            | Incal Alejandro Jodorowsky e Moebius / Pipoca & Nanquim | - A Casa (Paco Roca / Devir) - A Rosa Mais Vermelha Desabrocha (Liv Strömquist / Quadrinhos na Cia.) - Moby Dick (Bill Sienkiewicz / Trem Fantasma) - Pele de Homem (Hubert e Zanzim / Nemo) - Preferência do Sistema (Ugo Bienvenu / Comix Zone) - Rusty Brown (Chris Ware / Quadrinhos na Cia.) - Stuck Rubber Baby: Quando Viemos ao Mundo (Howard Cruse / Conrad) - Tangências (Miguelanxo Prado / Conrad) - Traço de Giz (Miguelanxo Prado / Pipoca & Nanquim) |
| Edição especial nacional               | Brega Story Gidalti Jr. / Brasa | - Arlindo (Ilustralu / Seguinte) - Bendita Cura nº 3 (Mário César / independente) - Cidade Pequenina (Camilo Solano e Aldo Solano / Pipoca & Nanquim) - Confinada (Leandro Assis e Triscila Oliveira / Todavia) - Escuta, Formosa Márcia (Marcello Quintanilha / Veneta) - Gioconda (Felipe Pan , Olavo Costa e Mariane Gusmão / Nemo) - Kit Gay (Vitorelo / Veneta) - Livro dos Barcos (Marsal / AVEC) - Mulheres Caídas (Aline Daka / Skript) |
| Editora do ano                         | Pipoca & Nanquim | - Comix Zone - Devir - Draco - Mino - Nemo - Skript - Trem Fantasma - Veneta |
| Editora do ano                         | Universo Guará | - Comix Zone - Devir - Draco - Mino - Nemo - Skript - Trem Fantasma - Veneta |
| Evento                                 | Poc Con em Casa | - 16º Salão Internacional de Humor de Caratinga e Festival JAL&GUAL - Bienal de Quadrinhos de Curitiba - Feira Miolo(s) - Gueto Geek - HQweek! - Universo Geek - Virada Nerd e Dia do Quadrinho Grátis |
| Exposição                              | Marcello Quintanilha: Chão de Estrelas | - 16º Salão Internacional de Humor de Caratinga e Festival JAL&GUAL - Exposição Quadrinhos na Quarentena (Guilherme de Sousa, curador) - Nos Braços do Violeiro (João Carlos Villela, curador) |
| Grande contribuição                    | Projeto de resgate da obra de Flavio Colin | Eleito pela comissão organizadora |
| Homenagem especial                     | Sonia Luyten: 50 anos de carreira | Eleito pela comissão organizadora |
| Livro teórico                          | História dos Quadrinhos: EUA Diego Moreau e Laluña Machado / Skript                                                                                             | - Coleção MeMo: A Revista da Memória Gráfica (Toni Rodrigues, editor / Criativo) - Entre Patos e Ratos: A Epopeia dos Quadrinhos Disney (Marcus Ramone / Noir) - Entre Poderes e Responsabilidades: O Fascínio das Histórias em Quadrinhos de Super-heróis Pelo Olhar de Seus Leitores (Rubem Borges Teixeira Ramos e Lígia Maria Moreira Dumont / UFMG) - Marvel Comics: A Trajetória da Casa das Ideias no Brasil (Alexandre Morgado / independente) - Narrativas Gráficas Curitibanas: 210 Anos de Charges, Cartuns e Quadrinhos (José Aguiar / Biblioteca Pública do Paraná) - Negritude, Poderes e Heroísmos: Estudos Sobre Representações e Imaginários nas Histórias em Quadrinhos (Elbert de Oliveira Agostinho, org. / Conexão 7) - Ponto de Fuga: Mulheres Ilustradoras e Quadrinistas do Norte Brasileiro (Rafaella Rodinistzky, org. / UFMG) - Quadrinhos do Brasil Volume 1 (Heitor Pitombo / Heroica) - Quadrinhos Queer (Ellie Irineu, Gabriela Borges e Guilherme Smee, orgs. / Skript) - Zip!: Quadrinhos & Cultura Pop (Ciro Inácio Marcondes / Metrópoles) |
| Mestre do quadrinho nacional           | Marcelo Campos | Eleito pela comissão organizadora |
| Novo talento - desenhista              | Ilustralu Arlindo | - Brenda Klein (Delírio Coletivo na Terra do Fogo) - Débora Santos (Luzia) - Diana Salu (Então Você quer Escrever Personagens Trans?) - Didi Mamushka (O Pescador de Tesouros) - Eduardo Ribas (Uma Nuvem no Seu Oliveira) - Kash Fyre (Espetaculare Meneghetti) - Lino Arruda (Monstrans: Experimentando Horrormônios) - Rafael Dantas (Escafandro: Miss Hyde) - Raphaela Corsi (Sankofa: A História dos Afro-Curitibanos) - Robson Moura (Casa-Grande) - Thais Leal (Cansei de Ser Monstro) |
| Novo talento - roteirista              | Ilustralu Arlindo | - Alexey Dodsworth (Saros 136) - Diana Salu (Então Você quer Escrever Personagens Trans?) - Gabriel Nascimento (A Menor Distância entre Dois Pontos é Uma Fuga) - Guilherme Petreca e Tiago Minamisawa (Shamisen: Canções do Mundo Flutuante) - Kash Fyre (Espetaculare Meneghetti) - Larissa Palmieri (Anne de Green Gables em Quadrinhos; Frankenstein em Quadrinhos) - Leandro Assis e Triscila Oliveira (Confinada) - Lino Arruda (Monstrans: Experimentando Horrormônios) - Lucas Oda (Arquivos Secretos do Monstruário: Saruê) - Phellip Willian (Uma Nuvem no Seu Oliveira) |
| Produção para outras linguagens        | Bob Cuspe: Nós Não Gostamos de Gente / filme de animação Cesar Cabral, diretor                                                                                  | - E-imigrações / criação literária digital (Alckmar Luiz dos Santos, Rafael Soares Duarte, Vinícius Rutes, Samuel Casal, Daniel Duarte e Rafaela Kreutz) - O Retrato do Mal / curta-metragem de animação (Márcio Mário da Paixão Júnior, diretor) - Obizarro - Residência Artística da Bienal de Quadrinhos / atividade cultural (Luiz Gê e Arrigo Barnabé) - Sêno Môkere Káxe Koixômuneti - Turma da Mônica: Lições / filme live action (Daniel Rezende, diretor) |
| Projeto editorial                      | Ragu nº 8 Christiano Mascaro, João Lin, Dandara Palankof e Paulo Floro, orgs. / Cepe                                                                            | Eleito pela comissão organizadora |
| Projeto especial na pandemia           | O Time do Vírus: Um Quadrinho Sobre Como a Disputa Política Invadiu o Enfrentamento da Pandemia no Brasil Amanda Ribeiro e Luiz Fernando Menezes / independente | Eleito pela comissão organizadora |
| Projeto gráfico                        | Rusty Brown Chris Ware / Quadrinhos na Cia. | Eleito pela comissão organizadora |
| Publicação de aventura/terror/fantasia | Alice Através do Muro Volume Um Eric Peleias, Luke Ross e Marco Lesko / independente                                                                            | - A Sala de Aula que Derreteu (Junji Ito / Pipoca & Nanquim) - Astrum Argentum de Aleister Crowley (Raphael Fernandes, org. / Draco) - Cinema Panopticum (Thomas Ott / DarkSide) - Depois que os Sinos Dobram (Vitor Flynn Paciornik e André Bernardino / Funilaria) - El Sueñero: O Sentinela dos Sonhos (Enrique Breccia / Trem Fantasma) - Intempol: Agora (Octavio Aragão, org. / Caligari) - Naturezas Mortas (Zidrou e Oriol Hernández Sánchez / Faria e Silva) - O Colecionador (Sergio Toppi / Figura) - Piteco: Presas (Eduardo Ferigato / Panini Comics) - Something Is Killing the Children: Alguma Coisa Está Matando as Crianças (James Tynion IV, Werther Dell'Edera e Miquel Muerto / Devir) - Terror no Inferno Verde (Flavio Colin / Pipoca & Nanquim) |
| Publicação de clássico                 | Horácio Completo nº 1 Mauricio de Sousa / Panini Comics | - A Princesa e o Cavaleiro nº 1 (Osamu Tezuka / JBC) - Edição de Artista: Aventuras do Anjo (Flavio Colin / Figura) - Estórias Gerais (Wellington Srbek e Flavio Colin / Conrad) - Estranhos no Paraíso (Terry Moore / Devir) - Fábulas do Velho Mundo (Sergio Toppi / Skript) - Incal (Alejandro Jodorowsky e Moebius / Pipoca & Nanquim) - Palestina (Joe Sacco / Veneta) - Stuck Rubber Baby: Quando Viemos ao Mundo (Howard Cruse / Conrad) - Traço de Giz (Miguelanxo Prado / Pipoca & Nanquim) - Vida à Deriva (Yoshihiro Tatsumi / Veneta) - Zé Carioca e Panchito: Silly Symphonies (Vários autores / Panini Comics) |
| Publicação de humor                    | Ménage nº 2 Germana Viana, Laudo Ferreira e Marcatti / independente                                                                                             | - Cantinho do Caiô (Caio Oliveira / Quinta Capa) - Cidade Pequenina (Camilo Solano e Aldo Solano / Pipoca & Nanquim) - Como Sobrevivi à Covid-19 e Seus Amigos (Guabiras / Draco) - Eu Odeio Contos de Fadas: Insanos para Sempre (Skottie Young / Hyperion) - Juquinha: O Solitário Acidente da Matéria (Max Andrade / Draco) - Não Ligue, Isso É Coisa de Mulher (Bianca Mól, Eliane Bonadio, Fabiana Signorini, Flávia Gasi, Ligia Zanella, Luiza Lemos, Mari Santtos, Nanda Alves, Renata C B Lzz e Roberta Cirne / independente) - Noite de Spoiler (Gabriel Arrais, Dan Borges, Mario Cau, Débora Santos e Kaji Pato / Universo Guará) - O Livro da Selva (Harvey Kurtzman / Veneta) - O Que Conto Quando Conto Uma Piada (Batista / Atrapalho) |
| Publicação de tira                     | Manual do Minotauro Laerte Coutinho / Quadrinhos na Cia. | - Anésia & Dolores (Will Leite / independente) - Cantinho do Caiô (Caio Oliveira / Quinta Capa) - Capirotinho: Quarentenado (Guilherme Infante / independente) - Como Sobrevivi à Covid-19 e Seus Amigos (Guabiras / Draco) - Confinada (Leandro Assis e Triscila Oliveira / Todavia) - Horácio Completo nº 1 (Mauricio de Sousa / Panini Comics) - Na Mira da Lena: Barcos (Luciano Freitas / independente) - Sem Palavras: Reflexões em Tirinhas (Ademar Vieira / Black Eye Estúdio) - Tê Rex: Zapzombie (Marcel Ibaldo e Marcelli Ibaldo / AVEC) |
| Publicação em minissérie               | Bendita Cura nº 3 Mário César / independente | - A Lanterna de Nix (Kan Takahama / Pipoca & Nanquim) - As Crônicas da Era do Gelo nº 1 (Jiro Taniguchi / Pipoca & Nanquim) - Batman: Os Três Coringas (Geoff Johns, Jason Fabok e Brad Anderson / Panini Comics) - Estranhos no Paraíso (Terry Moore / Devir) - Gideon Falls nº 6 (Jeff Lemire, Andrea Sorrentino e Dave Stewart / Mino) - Paper Girls (Brian K. Vaughan e Cliff Chiang / Devir) - Sunny (Taiyo Matsumoto / Devir) - Tinta Fresca: Arte-Final (Digo Freitas e Vinícius Gressana / independente) - Tomie nº 1 (Junji Ito / Pipoca & Nanquim) |
| Publicação independente de grupo       | Café Espacial nº 19 Sergio Chaves, editor / independente | - 11:11 (Jéssica Groke, Felipe Portugal, Lalo Souza e Diego Sanchez / independente) - A Samurai: Sujimichi (Mylle Silva, editora / Manjericcão) - Carcará (Marcio Coelho, editor / Coletivo Tinta Negra) - De Onde Viemos? (Carlos Ruas, org. / independente) - Ménage nº 2 (Germana Viana, Laudo Ferreira e Marcatti / independente) - Não Ligue, Isso É Coisa de Mulher (Bianca Mól, Eliane Bonadio, Fabiana Signorini, Flávia Gasi, Ligia Zanella, Luiza Lemos, Mari Santtos, Nanda Alves, Renata C B Lzz e Roberta Cirne / independente) - OPArt: Out of Place Artifacts (Rodrigo Ortiz Vinholo e Mari Rolin, orgs. / Insensati) - Orixás: Revolta dos Eguns (Alex Mir, org. / independente) - Pandemonium (Vários autores / independente) - Vozes (Vários autoers / Dínamo Estúdio) |
| Publicação independente edição única   | Cansei de Ser Monstro Thais Leal e Guilherme de Sousa / independente                                                                                            | - A Casa Baís (Fabio Quill / independente) - A Cidade Submersa (Jozz / independente) - Antologia Opera Sopa (Diogo Pavan / independente) - Aymará (Rita Foelker e Laudo Ferreira / Café Espacial) - Casa-Grande (Robson Moura / independente) - Contos da Calango (Vários autores / independente) - Dois Mil e Um Chopes (Thiago Ossostortos / independente) - Monstrans: Experimentando Horrormônios (Lino Arruda / independente) - Rita de Cássia: Retalhos em Quadrinhos (Seri / independente) - Uma Nuvem no Seu Oliveira (Phellip Willian e Eduardo Ribas / independente) - Volcanya Blues (Gabriel de Mattos e Ric Milk / D-Leite) |
| Publicação independente seriada        | Como Fazer Amigos e Enfrentar Alienígenas Gustavo Borges e Eric Peleias / independente                                                                          | - 10 Dias Perdidos nº 6 (Sam Hart / independente) - Alice Através do Muro Volume Um (Eric Peleias, Luke Ross e Marco Lesko / independente) - Arquivos Secretos do Monstruário: Saruê (Lucas Oda e Mario Cau / independente) - Os Arquivos dos Casos de Demetrius Dante: Álbum de Família (Mônica Lan, André Freitas e Will / independente) - Eventos Semiapocalípticos: Rafael (Yoshi Itice / independente) - Ménage nº 2 (Germana Viana, Laudo Ferreira e Marcatti / independente) - Monstrum nº 3 (Carlos F. Figueiras, Sueli Mendes e Brendda Maria / independente) - Necromorfus nº 1 (Gabriel Arrais e Abel / RQT Comics) - O Mundo de Yang: Dois Cortes (Orlandeli / independente) - Orixás: Revolta dos Eguns (Alex Mir, org. / independente) |
| Publicação infantil                    | Como Fazer Amigos e Enfrentar Alienígenas Gustavo Borges e Eric Peleias / independente                                                                          | - A Chuva É Importante! (Lucas Ramon / independente) - Biribinhas: A Rua dos Paralelepípedos Dourados (John Symon / independente) - Cansei de Ser Monstro (Thais Leal e Guilherme de Sousa / independente) - Na Luz (Verônica Saiki / independente) - Olivia foi pra Lua (Galvão Bertazzi / Beleleu) - Queridos Supervilões (Michael Northrop e Gustavo Duarte / Panini Comics) - Rumi (Caio Zero / Incompleta) - Turma da Mônica - Clássicos do Cinema: O Coiso (Panini Comics) - Uma Nuvem no Seu Oliveira (Phellip Willian e Eduardo Ribas / independente) |
| Publicação juvenil                     | Arlindo Ilustralu / Seguinte | - Alice Através do Muro Volume Um (Eric Peleias, Luke Ross e Marco Lesko / independente) - Almanaque Guará (Vários autores / Universo Guará) - Chico Bento: Verdade (Orlandeli / Panini Comics) - Este Era o Nosso Pacto (Ryan Andrews / Conrad) - Juquinha: O Solitário Acidente da Matéria (Max Andrade / Draco) - O Mundo de Yang: Dois Cortes (Orlandeli / independente) - Orixás: Revolta dos Eguns (Alex Mir, org. / independente) - Sankofa: A História dos Afro-Curitibanos (Raphaela Corsi / Humaita) - Saros 136 (Alexey Dodsworth e Ioannis Fiore / Draco) |
| Publicação mix                         | Almanaque Guará Vários autores / Universo Guará | - Astrum Argentum de Aleister Crowley (Raphael Fernandes, org. / Draco) - Babalon: As Mulheres Escarlate (Vários autores / Draco - Batman: O Mundo (Vários autores / Panini Comics - Café Espacial nº 19 (Sergio Chaves, editor / independente}}) - Giby: Revista Digital em Quadrinhos nº 1 (Vários autores / Quadriculando) - Ménage nº 2 (Germana Viana, Laudo Ferreira e Marcatti / independente) - Quadrinhos Queer (Ellie Irineu, Gabriela Borges e Guilherme Smee / Skript) - Ragu nº 8 (Christiano Mascaro, João Lin, Dandara Palankof e Paulo Floro, orgs. / Cepe) - Revista Plaf (Vários autores / Revista O Grito!) |
| Relevância internacional               | Marcello Quintanilha | Eleito pela comissão organizadora |
| Roteirista nacional                    | Marcello Quintanilha Escuta, Formosa Márcia | - Alex Mir (Orixás: A Revolta dos Eguns) - André Diniz (Revolta da Vacina) - Camilo Solano e Aldo Solano (Cidade Pequenina) - Eric Peleias (Alice Através do Muro Volume Um) - Felipe Castilho e Rafael Bittencourt (Templo das Sombras) - Gidalti Jr. (Brega Story) - Guilherme Smee (Mandinga!) - Mário César (Bendita Cura nº 3) - Mhorgana Alessandra (Silentium) - Orlandeli (Chico Bento: Verdade) - Talessak (Ira dos Ventos) |
| Tese de Doutorado                      | Alfredo Storni e Seu Zé Macaco: A Pedagogia da Subjetividade Moderna nas Historietas de O Tico-Tico Miguel Geraldo Mendes Reis / PUC-Rio                        | Eleito pelo júri especializado |
| Trabalho de conclusão de curso         | Conversações em Rede: Uma Análise da Interação da Editora Pipoca & Nanquim com Seus Fãs-Clientes nas Plataformas Digitais Carolina Luz Paulo / PUC-RS           | Eleito pelo júri especializado |
| Web quadrinhos                         | Arlindo Ilustralu | - A Odisseia dos Reinos da Morte (Cacá Gontijo) - André Valente's O Lar da Lesma Branca de Bram Stoker (André Valente) - Caóticas Neutras (Rodrigo Ortiz e Mari Rolin) - Como Fazer Amigos e Enfrentar Alienígenas (Gustavo Borges e Eric Peleias) - Dying Light (Guilherme Gzolli) - Found Footage Stories (Marvin Rodriguez) - Homem-Grilo (Cadu Simões e Fred Hildebrand) - Laços (Sandro Manesco Junior) - Travessia (Rapha Pinheiro) |
| Web tira                               | As Tiras da Helô D'Angelo Helô D'Angelo | - Batatinha Fantasma (Carol Borges e Filipe Remedios) - Cantinho do Caio (Caio Oliveira) - Capirotinho (Guilherme Infante) - Cartumante (Cecília Ramos) - Defeito de Fábrica (Rafa Figueiredo) - Depósito do Wes (Wesley Samp) - Insonez (Diego Sanchez) - Pietro Soldi: Tiras (Pietro Soldi) - Província Negra (Kaled Kanbour e Kris Zullo) - Sem Palavras: Reflexões em Tirinhas (Ademar Vieira) |